# Berit Müllerström
Berit Eva-Lena Müllerström, född 2 mars 1958, är en svensk fackföreningsledare som var andre vice ordförande för Landsorganisationen (LO) från 2016 till 2020.
Hon startade sin fackliga resa när hon arbetade som vårdbiträde. Hon har varit kanslichef för Svenska kommunalarbetareförbundet, och var 2016 valberedningens förslag till ny förbundsordförande, men förlorade valet mot Tobias Baudin. Några veckor senare valdes hon istället till andre vice ordförande för LO, och i den rollen var hennes ansvarsområden bland annat facklig organisering, ungdomsfrågor och integration.